# Matthias Neyses

Matthias Neyses

Matthias Neyses (* 9. Juli 1872 in Meckel; † 10. September 1946 in Bitburg) war ein deutscher Landwirt und Politiker (Zentrumspartei).

## Leben und Tätigkeit
Von 1878 bis 1886 besuchte Neyses die Volksschule in Meckel im Bezirk Trier. Anschließend war er in der Landwirtschaft tätig.
Politisch begann Neyses sich im Kaiserreich in der Zentrumspartei zu engagieren. 1918, noch während des Bestehens der Hohenzollernmonarchie wurde er Mitglied des Preußischen Abgeordnetenhauses. 
Nach dem Sturz der Monarchie im Herbst 1918 zog Neyses 1919 als Mitglied in die Weimarer Nationalversammlung ein. Anschließend gehörte er von 1920 bis 1933 als Abgeordneter für den Wahlkreis 24 beziehungsweise – nach einer Neudurchnummerierung der Wahlkreise 1924 – für den Wahlkreis 21 (Koblenz-Trier) dem Berliner Reichstag als Abgeordneter an. 1933 gehörte Neyses zu den Abgeordneten des Reichstages, die für das Ermächtigungsgesetz vom 24. März 1933 stimmten, das die juristische Grundlage für die Errichtung der NS-Diktatur bildete. 
Neyses war einer der wenigen Abgeordneten des Reichstags, die diesem vom Anfang bis zum Ende der Weimarer Republik durchgehend angehörten. Nach 1945 wollte er sich noch bei der Gründung der Rheinland-Pfälzischen CDU beteiligen, was aber durch Krankheit und Tod verhindert wurde. 
Daneben war Neyses Mitglied des Kreisausschusses und des Kreistages von Bitburg sowie Mitglied des Ausschusses für Viehzucht und Molkereiwesen der Rheinischen Landwirtschaftskammer.